# Ndiyona (Wahlkreis)
Ndiyona ist ein Wahlkreis in der Region Kavango-Ost in Namibia. Er hat knapp 14.000 Einwohner (Stand 2023) auf einer Fläche von gut 5200 km². Wahlkreissitz ist die gleichnamige Siedlung Ndiyona.

## Wahlen
| Wahl | Name               | Partei | Stimmenanteil |
| ---- | ------------------ | ------ | ------------- |
| 1992 | Servatius Kapirika | SWAPO  | 70,5 %        |
| 1998 | Sebastiaan Karupu  | SWAPO  | 64,6 %        |
| 2004 | Sebastiaan Karupu  | SWAPO  | 87,4 %        |
| 2010 | Hildegard Mangundu | SWAPO  | 79,8 %        |
| 2015 | Eugen Likuwa       | SWAPO  | 86,4 %        |
| 2020 | Laurentius Mukoya  | SWAPO  | 85,7 %        |